# Szumbark
Szumbark (czes. Šumbarkⓘ, niem. Schumbarg) – część miasta Hawierzowa w kraju morawsko-śląskim, w powiecie Karwina w Czechach. Jest to także gmina katastralna o powierzchni 379,82 ha, położona w północno-zachodniej części miasta. Obok Miasta najludniejsza dzielnica Hawierzowa. W 2009 liczba mieszkańców wynosiła 21673 (gęstość zaludnienia ponad 5700 os./km²), zaś w 2010 odnotowano 1117 adresów. 

## Historia
Pierwsza wzmianka o wsi Szumbark pochodzi z 1430. Politycznie wieś znajdowała się wówczas w granicach księstwa cieszyńskiego, będącego lennem Królestwa Czech, a od 1526 roku w wyniku objęcia tronu czeskiego przez Habsburgów wraz z regionem aż do 1918 roku w monarchii Habsburgów (potocznie Austrii). 
Według austriackiego spisu ludności z 1910 roku Szumbark miał 1380 mieszkańców, z czego 1318 było zameldowanych na stałe, 1235 (93,7%) było polsko-, 64 (4,9%) czesko- a 19 (1,4%) niemieckojęzycznymi, 661 (47,9%) było katolikami, 678 (49,1%) ewangelikami, 17 (1,2%) kalwinistami, 22 (1,6%) wyznawcami judaizmu a 2 (0,1%) innej religii lub wyznania.
Po podziale Śląska Cieszyńskiego w 1920 miejscowość stała się częścią Czechosłowacji, zaś w październiku 1938 została wraz z Zaolziem zaanektowana przez Polskę, a w II wojnie światowej przez nazistowskie Niemcy. Po wojnie przywrócona Czechosłowacji.
W 1947 władze komunistyczne na terenie ówczesnego Szumbarku zaczęły budować wielkie osiedle robotnicze. 18 grudnia 1955 z miejscowości wydzielono 53 hektary na poczet nowo powstałego miasta Hawierzowa. Reszta Szumbarku znalazła się w jego granicach w 1960. Kolejne osiedle z wielkiej płyty powstało w latach 1986-1990. Dziś większość mieszkańców żyje w blokach mieszkalnych, lecz dalej na jej terenie istnieje stara zabudowa, z której zachowały się m.in. kościół św. Anny z lat 1841-1845 oraz fragmenty dworu z przełomu XVIII i XIX wieku,

## Galeria

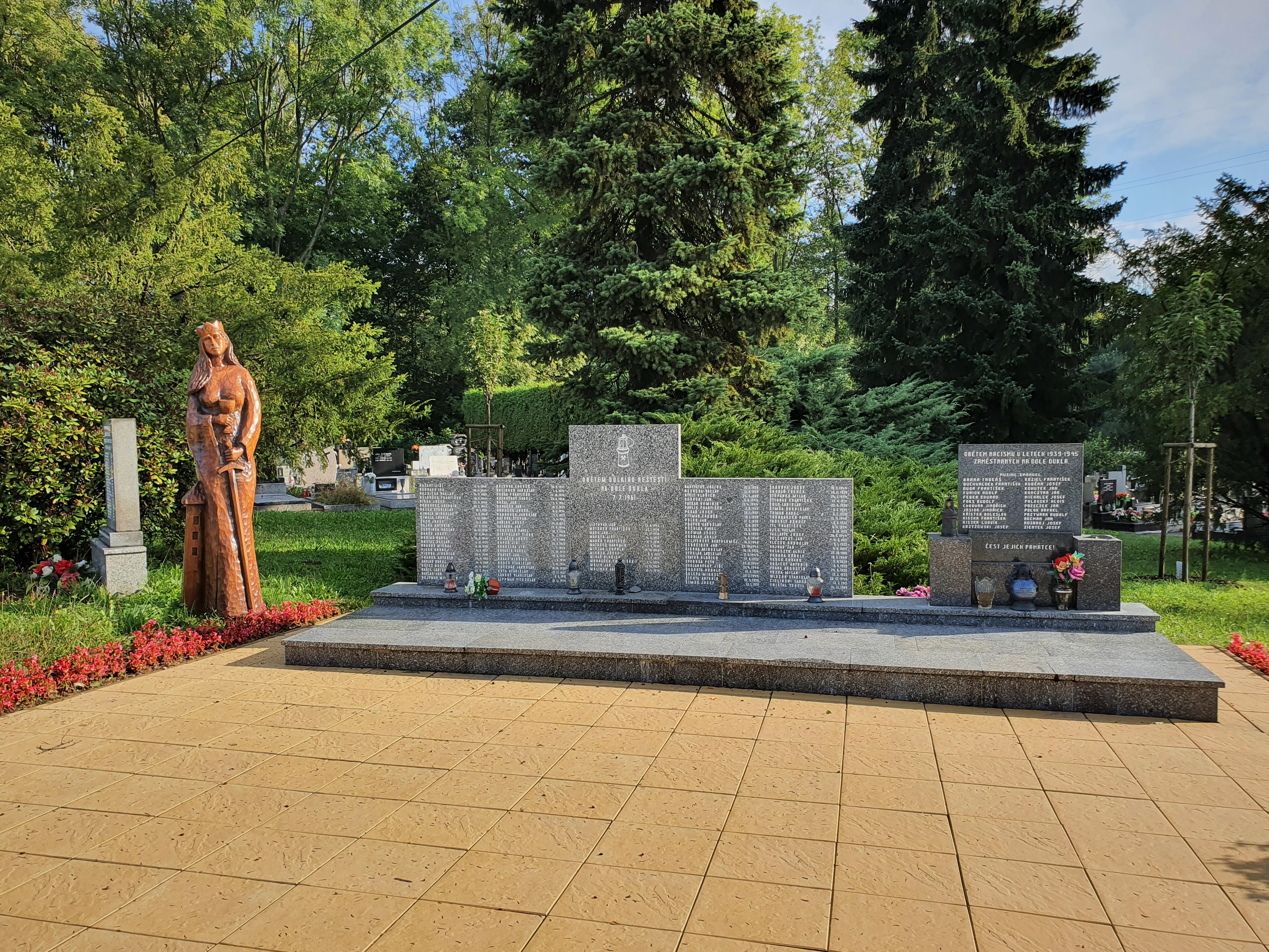
Pomnik na Centralnym cmentarzu
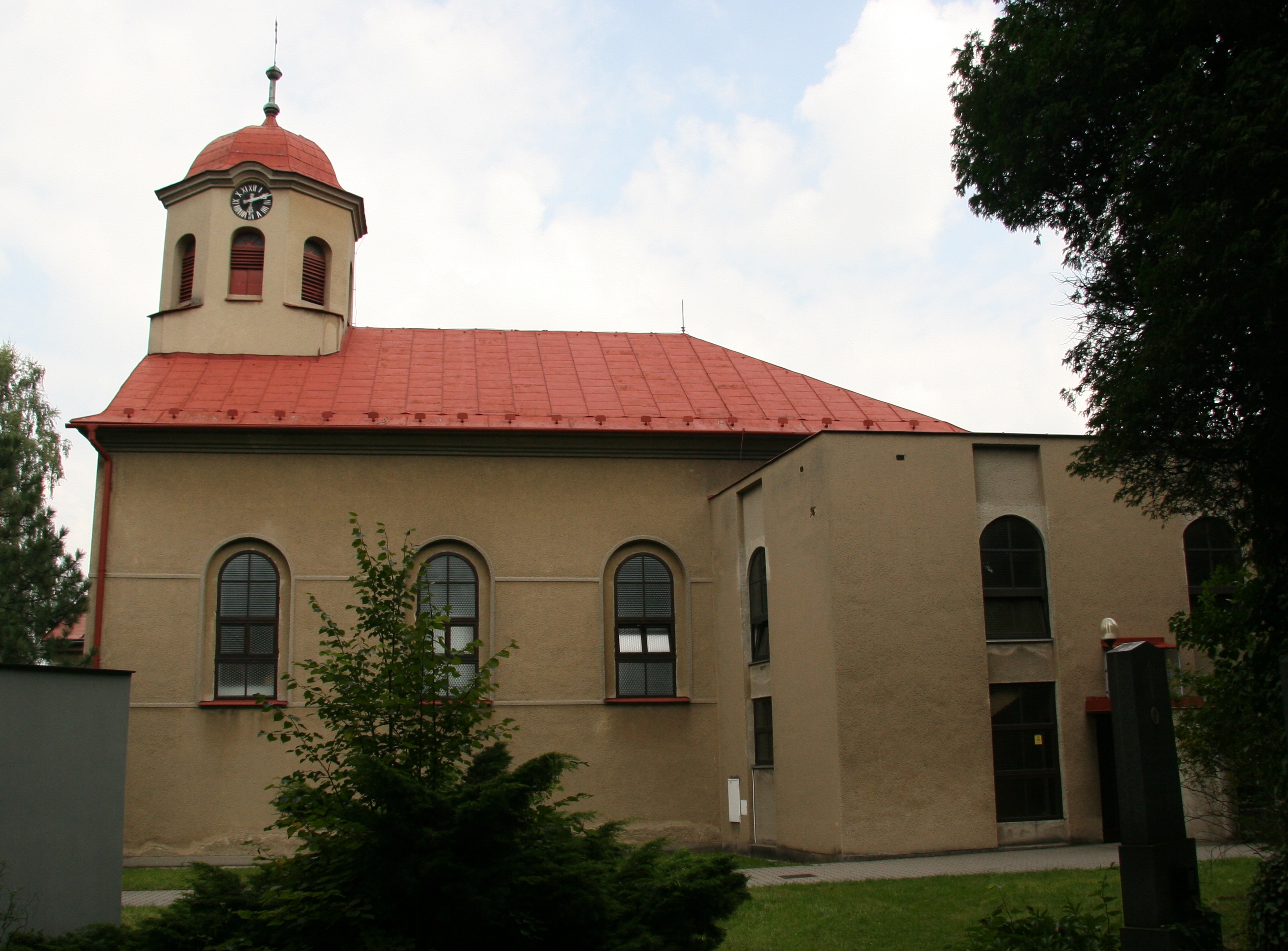
Kościół św. Anny
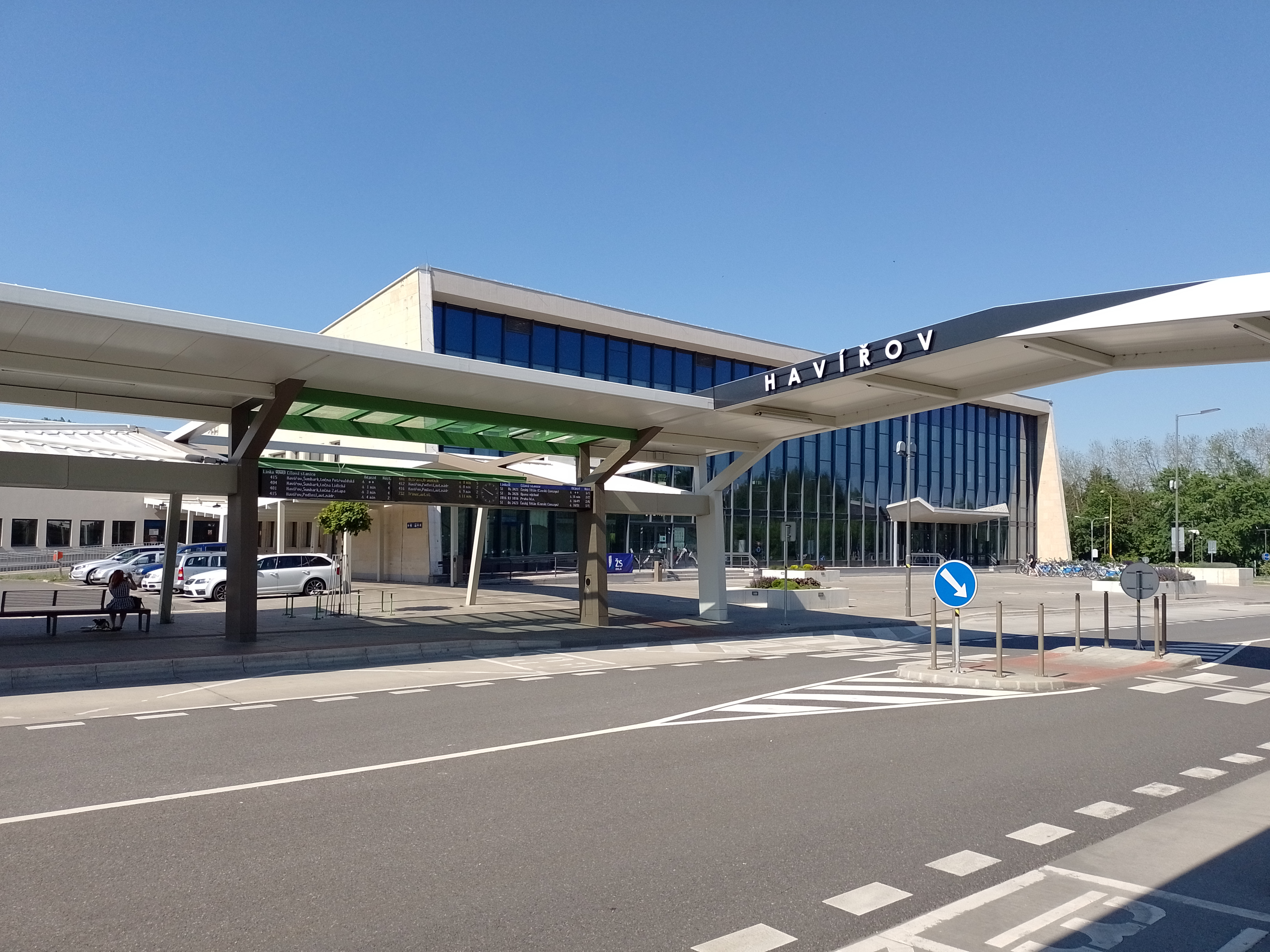
Terminal przesiadkowy